# تسرب الكربون

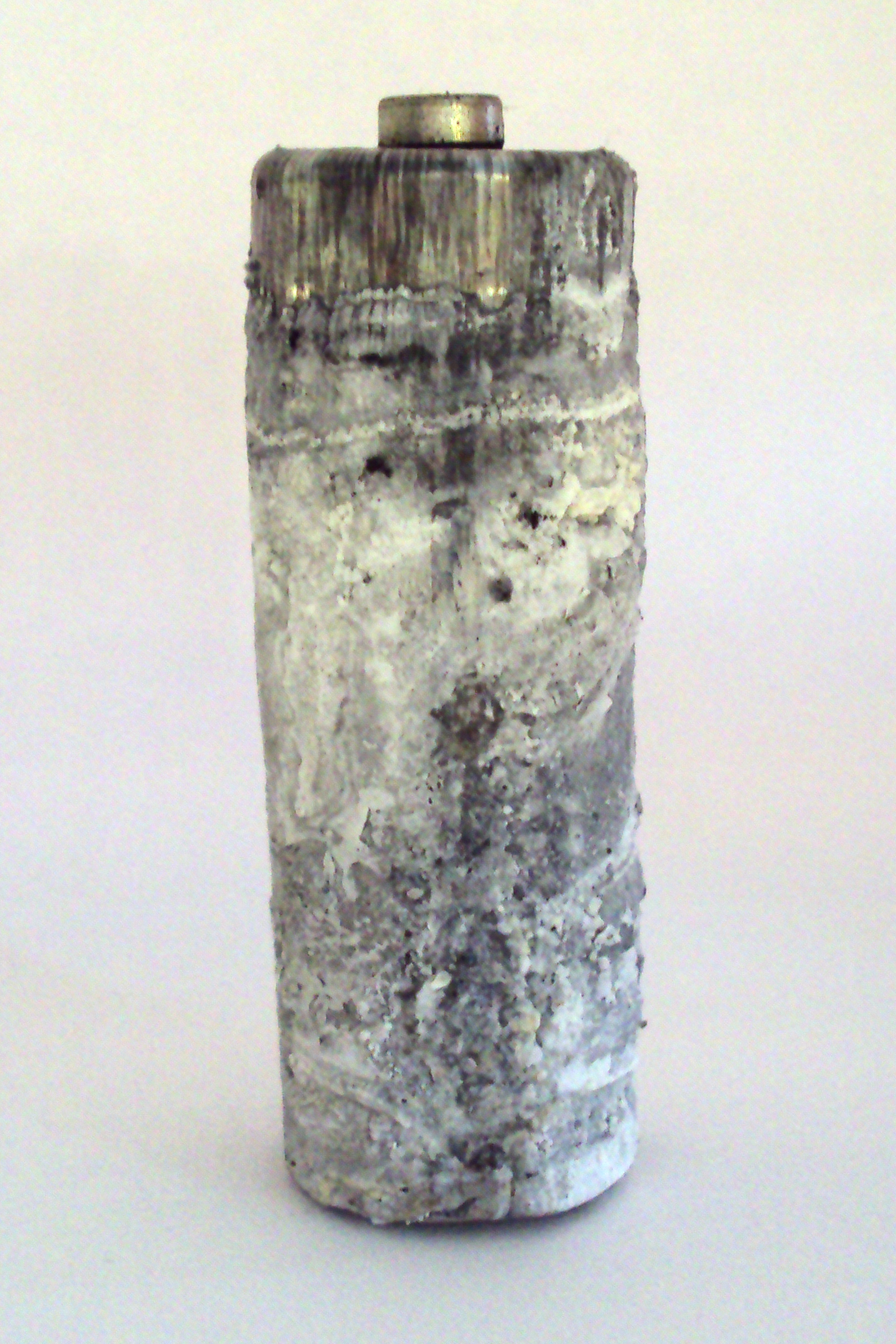
تآكل في خلية زنك بالكربون حيث يتشكل كلوريد الزنك الأبيض والمسبب للتآكل بسبب تسرب كلوريد الأمونيوم.

يحدث تسرب الكربون (بالإنجليزية: Carbon leakage)‏ عندما يكون هناك زيادة في انبعاثات ثنائي أكسيد الكربون في بلد ما نتيجة لخفض الانبعاثات من قبل بلد ثان مع سياسة مناخيّة متنفذة. يمكن أن يحدث هذا من خلال نقل إنتاج كثيف الاستهلاك للطاقة إلى مناطق غير مقيدة. وأيضاً زيادة استهلاك الوقود الأحفوري في هذه المناطق من خلال الانخفاض في الأسعار الدولية للنفط والغاز الناجمة عن انخفاض الطلب على هذه المصادر. والتغيرات في الدخل بسبب تحسن شروط التجارة.